# Сєвєродонецькі вісті
«Сєвєродоне́цькі ві́сті» (рос. Северодонецкие вести) — суспільно-політична газета територіальної громади міста Сєвєродонецька. Виходить з 2 квітня 1965 року один раз на тиждень. Реєстраційне свідоцтво ЛГ № 16 від 14 листопада 1999 року.
Ліквідована у 2019 році.